# Tracy Pollan
Tracy Jo Pollan (Long Island, 22 de junio de 1960) es una actriz estadounidense conocida principalmente por su papel como Ellen Reed en la sitcom Family Ties a mediados de los 80. En esta serie conoció al que sería su marido, el actor Michael J. Fox.

## Biografía
Tracy Pollan es hija de Corky, una editora de revistas, y Stephen M. Pollan, un consultor financiero y escritor. Tiene dos hermanas y un hermano escritor Michael Pollan.
Tracy y Michael J. Fox se casaron el 16 de julio de 1988 y tuvieron cuatro hijos: Sam Michael Fox (nacido el 30 de mayo de 1989), las gemelas Aquinnah Kathleen y Schuyler Frances (nacidas el 15 de febrero de 1995), y Esmé Annabelle (nacida el 3 de noviembre de 1997). Tracy es judía y sus hijos se han criado siguiendo el judaísmo reformista.

## Premios
- Nominada a un Premio Emmy en el año 2000 como mejor actriz de Serie Dramática en Ley y Orden: Unidad de Víctimas Especiales (Law & Order: Special Victims Unit)

- Nominada a un Premio Razzie como peor actriz secundaria en 1992 por su papel en Un extraño entre Nosotros[3]

## Filmografía
- For Lovers Only
- Baby It's You
- Sessions
- Trackdown: Finding the Goodbar Killer
- A Good Sport
- "The Great Love Experiment" on ABC Afterschool Special
- The Baron and the Kid
- The Little Sister
- Promised Land
- The Abduction of Kari Swenson
- A Special Friendship
- Family Ties
- Bright Lights, Big City
- The Kennedys of Massachusetts
- Fine Things
- A Stranger Among Us
- Dying to Love You
- Children of the Dark
- Spin City
- Anna Says (also an Executive Producer)
- Law & Order: Special Victims Unit
- Hench at Home
- 1st to Die
- Natalee Holloway[4]
- Medium[5]